# Tales of the Cat
Tales of the Cat è un videogioco d'azione, nel quale si controlla un gatto, pubblicato all'inizio del 1986 per Commodore 64 dalla Budgie, etichetta economica della Alligata Software. Nella schermata iniziale è attribuito alla Rino Marketing, altra etichetta appartenente ad Alligata, ma sembra essere uscito soltanto con confezione a marchio Budgie. Di solito non fu apprezzato dalla critica dei suoi tempi.

## Modalità di gioco
Il giocatore controlla un gatto bianco attraverso 15 livelli, ciascuno identificato da un titolo e ambientato in una diversa scena a schermata fissa isometrica. Il gatto può camminare in tutte le direzioni e fare piccoli salti, ma non sempre sono presenti piattaforme o pericoli da evitare saltando. Gli obiettivi dei livelli variano, mentre l'uscita è sempre sul lato sinistro, da cui si passa con un rapido scorrimento alla scena del livello successivo. Come vuole la diceria sui gatti, si hanno nove vite, che si perdono toccando i vari pericoli o esaurendo il tempo disponibile per ogni livello.
Tutti i primi 7 livelli sono ambientati lungo una strada di città e hanno struttura simile (ciò portò a volte la critica a definire il gioco poco variato, ma più avanti diventa differente). In basso è sempre presente una strada a due corsie continuamente attraversata da auto, con guida britannica a sinistra, e in alto ci sono un marciapiede e gli edifici di sfondo. L'obiettivo è raccogliere un oggetto posizionato sulla strada, diverso a ogni livello, e poi andare all'uscita. Oltre a non farsi investire dalle auto si devono evitare pericoli variabili a seconda del livello, tra cui un grosso e lento cane nero, un ballerino di break dance, bottiglie e vasi di fiori che cadono.
I livelli successivi sono ambientati in campagna, senza la strada e con scenari variabili, e hanno per obiettivo il solo attraversamento dell'area da destra a sinistra. I nemici sono principalmente uccelli e altri animali. Si fa un maggior ricorso ai salti, per evitare buche, acqua e alcuni dei nemici. L'ultimo livello è un caso a parte: il gatto deve ricomporre il titolo del gioco anagrammato, prendendo e spostando le lettere una alla volta.
La musica di sottofondo è un adattamento di Sir Duke.